# امبری
امبری (به لاتین: Ambrì) یک منطقهٔ مسکونی در سوئیس است که در ایالت تیچینو واقع شده‌است.

## خصوصیات
امبری ۱٬۰۰۳ متر بالاتر از سطح دریا واقع شده‌است.